# Doba (Ungarn)
Doba ist eine ungarische Gemeinde im Kreis Devecser im Komitat Veszprém.

## Geografische Lage
Doba liegt 15 Kilometer nordwestlich der Stadt Ajka. In unmittelbarer Nähe südlich liegt das Landschafts- und Naturschutzgebiet Somló (Somló Tájvédelmi Körzet).

## Sehenswürdigkeiten
- Dreifaltigkeits-Statue (Szentháromság-szobor), erschaffen 1930
- István-Széchenyi-Gedenktafel, erschaffen 1995 von Árpád Bálint
- Madonnenstatue (Fürdető Madonna), erschaffen von Árpád Bálint
- Römisch-katholische Kirche Szent Péter és Pál, erbaut 1779 (Barock)
- Römisch-katholische Kapelle Szent Marton
- Schloss Erdődy (Erdődy-kastély), auch Schloss Somlóvár genannt, mit Arboretum im Schlosspark
- Wappen des Paulinerordens (A pálos rend címere), erschaffen von Alina Petrás

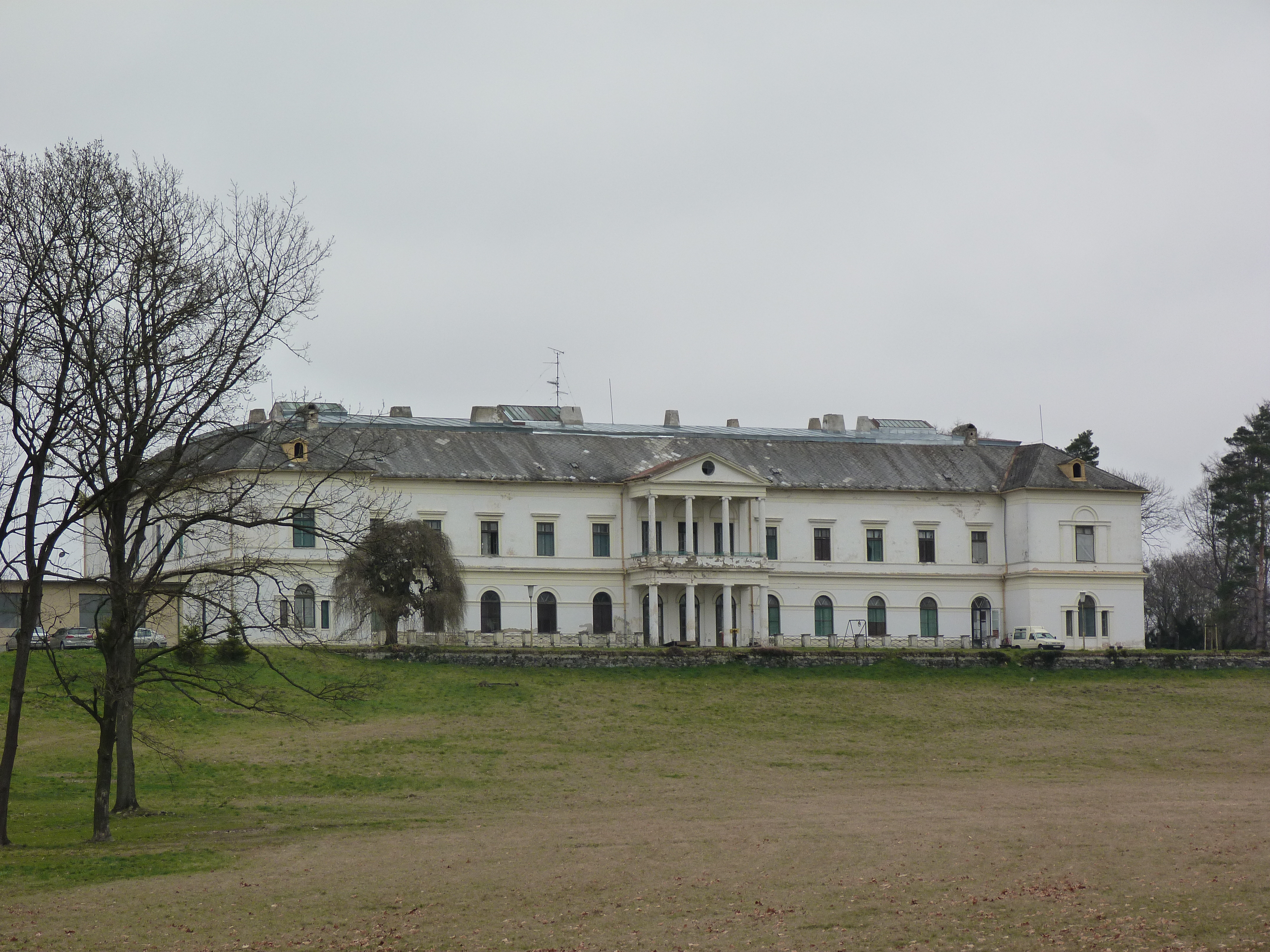
Schloss Erdődy
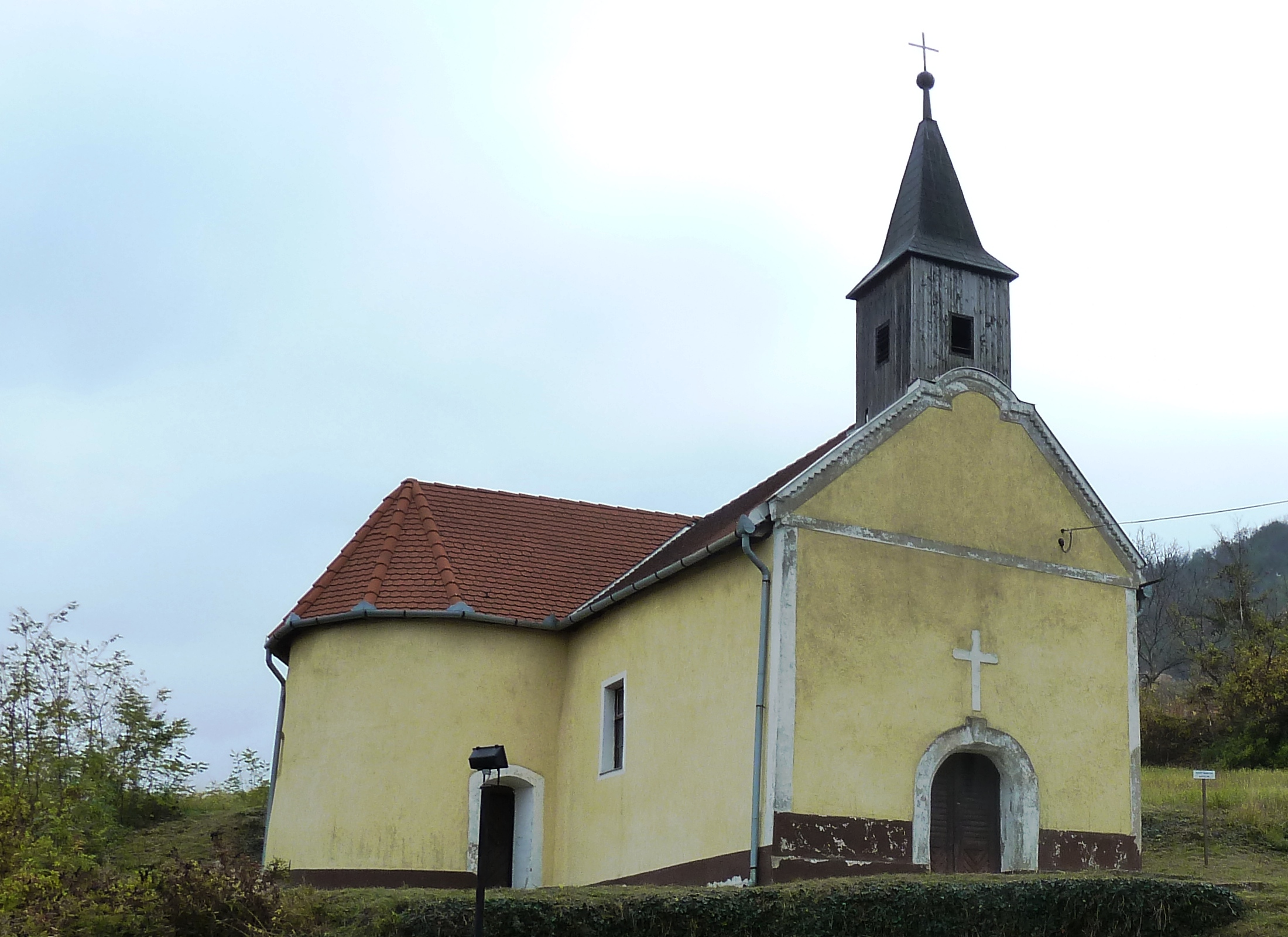
Röm.-kath. Kapelle Szent Marton
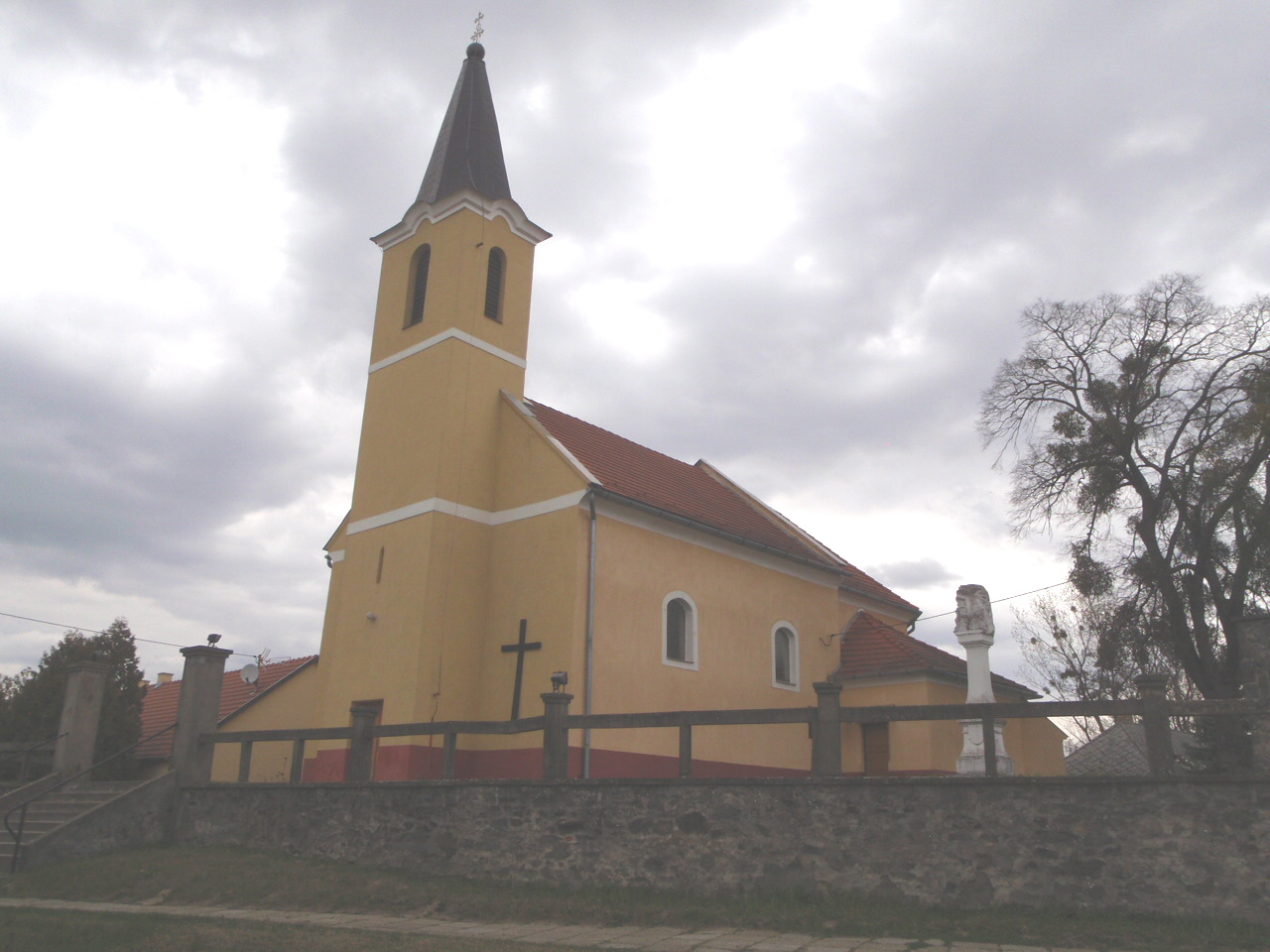
Röm.-kath. Kirche Szent Péter és Pál
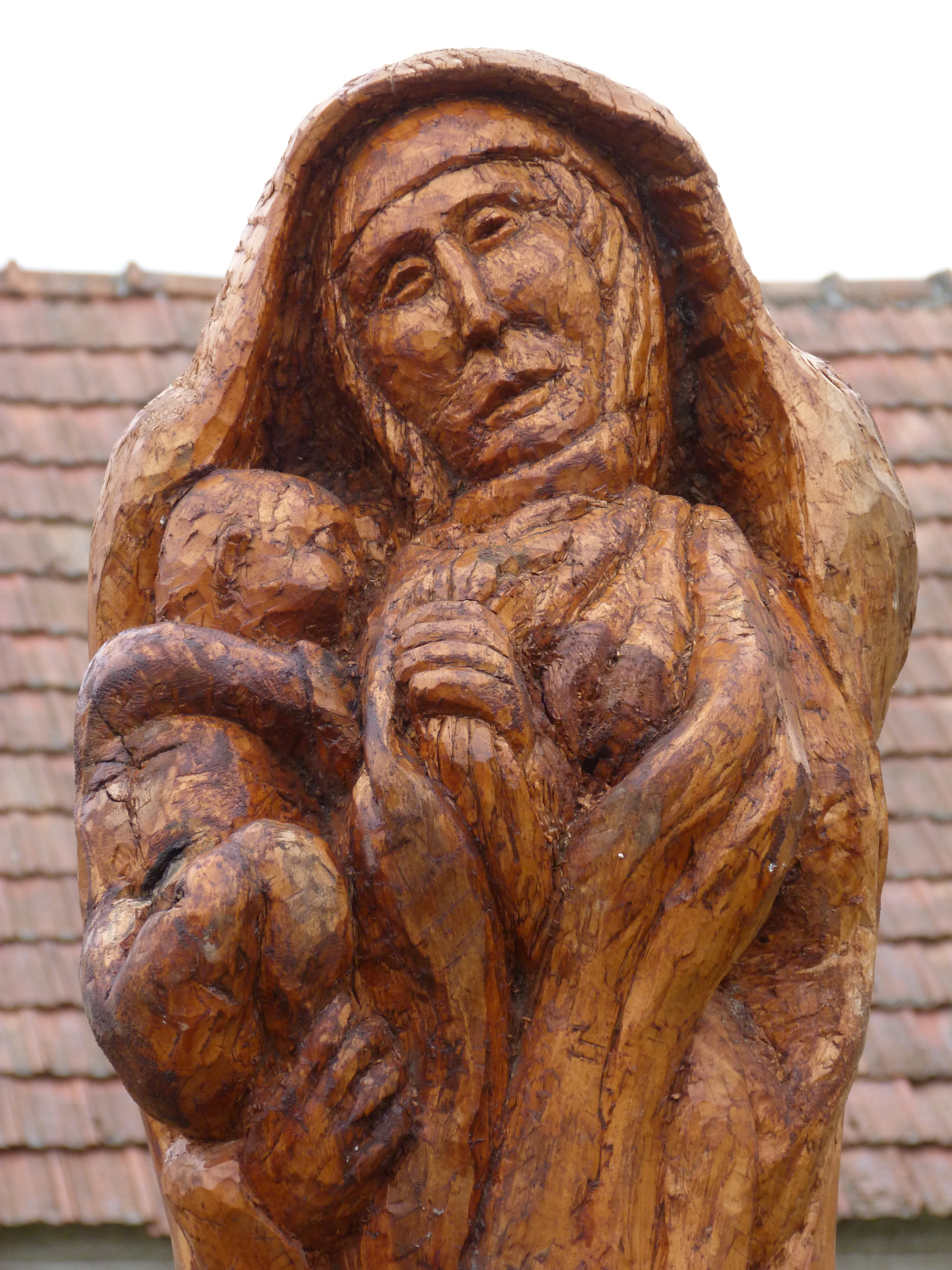
Madonnenstatue

## Verkehr
In Doba treffen die Landstraßen Nr. 84104 und Nr. 84106 aufeinander. Die Hauptstraße Nr. 8 (= Europastraße 66) verläuft südlich in ungefähr fünf Kilometer Entfernung. Der nächstgelegene Bahnhof befindet sich sechs Kilometer südlich in Somlóvásárhely.